# Lillian Watson (pływaczka)
Lilian Debra „Pokey” Watson, po mężu Richardson (ur. 11 lipca 1950 w Mineola) – amerykańska pływaczka. Wielokrotna medalistka olimpijska.
Specjalizowała się w stylu grzbietowym i stylu dowolnym. Brała udział w dwóch olimpiadach (IO 64 i IO 68), na obu zdobywała medale. W 1964, w wieku zaledwie 14 lat, wspólnie z koleżankami triumfowała w sztafecie w stylu dowolnym, płynęła również w eliminacjach w sztafecie 4 × 100 m stylem zmiennym. Cztery lata później zwyciężyła na dystansie 200 metrów grzbietem. Biła rekordy świata oraz Stanów Zjednoczonych.
W 1984 została przyjęta do International Swimming Hall of Fame.